# Abdelfattah Boukhriss
Abdelfattah Boukhriss (en  عبد الفتاح بوخريص) né le 22 octobre 1986 à Rabat, est un footballeur international marocain évoluant en tant que défenseur axial.

## Biographie

### Club
Abdelfattah eu comme club formateur le Crédit agricole - Maroc. 
Ayant fait ses débuts avec le Fath de Rabat, avec lequel il réalise le doublé Coupe de la confédération Africaine et Coupe du Trône en 2010, ses prestations et sa grande contribution à ce succès, lui ont valu l'intérêt et la convoitise de plusieurs clubs européens, dont le club belge du Standard de Liège qui signe un accord avec le joueur jusqu'au 30 juin 2012 (plus une année en option) durant le mercato hivernal 2011 pour un montant de 250 000 euros. Ne faisant cependant pas partie des plans du nouvel entraîneur, dès la fin du mercato d'été, en août 2011, Boukhriss est prêté pour un an avec option d'achat à son club précédent, le FUS Rabat.

### Sélection National
Il rejoint le Maroc en 2010 et fait ses débuts lors de la LG Cup contre l'Ouganda et le Cameroun. En 2011, le sélectionneur belge Eric Gerets dévoile la liste des 23 joueurs convoqué pour la CAN 2012 dont figure le nom de Abdelfattah Boukhriss.
| Caps | Date       | Match                | Lieu       | Score           | Compétition |
| 1    | 11/11/2011 | Maroc - Ouganda      | Marrakech  | 0 - 1           | LG Cup      |
| 2    | 13/11/2011 | Maroc - Cameroun     | Marrakech  | 1 – 1 (2 - 4 p) | LG Cup      |
| 3    | 31/01/2012 | Niger - Maroc        | Libreville | 0 - 1           | CAN 2012    |
| 4    | 29/02/2012 | Maroc - Burkina Faso | Marrakech  | 2 - 0           | Amical      |
| ---- | ---------- | -------------------- | ---------- | --------------- | ----------- |

## Palmarès
FUS de rabat
- Vainqueur de la Coupe du Trône en 2010 et 2014
- Vainqueur de la Coupe de la confédération Africaine en 2010

 Standard de Liège
- Vainqueur de la Coupe de Belgique en 2011
- Finaliste de la Supercoupe de Belgique en 2011

 Raja de Casablanca
- Vainqueur de la Coupe du Trône en 2012
- Vainqueur du Botola Pro en 2013